# Karl Rudolf von Ollech
Karl Rudolf von Ollech (ur. 22 czerwca 1811 w Grudziądzu, zm. 25 października 1884 w Berlinie) – generał piechoty Armii Cesarstwa Niemieckiego, gubernator berlińskiego Domu Inwalidów oraz redaktor "Tygodnika wojskowego".

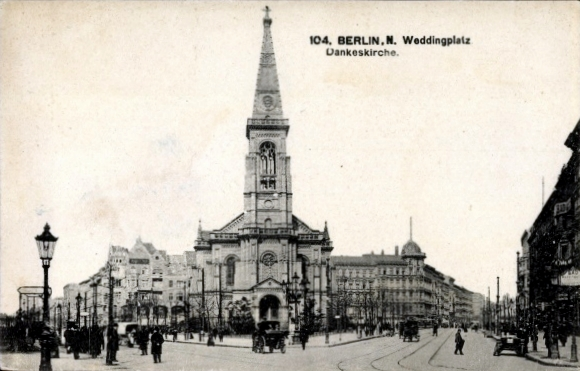
Kośćiół Dziękczynny w Wedding około 1900 roku.

## Życiorys
W 1828 roku rozpoczął służbę w 16. Pułku Piechoty w stopniu podporucznika (niem. Secondelieutenant). W latach 1832-1835 uczęszczał do Szkoły Wojennej w Berlinie i po jej ukończeniu służył został przyjęty na stanowisko wykładowcy w szkole dywizyjnej 14. Dywizji Piechoty w Düsseldorfie. Następnie służył na podobnym stanowisku w korpusie kadetów. W 1847 roku trafił, w stopniu kapitana (niem. Hauptmann), do 30. Pułku Piechoty i został dowódcą kompanii. Na przełomie 1848 i 1849 roku uczestniczył w tłumieniu powstania badeńskiego, podczas którego został ranny w starciu nieopodal Durlach. W 1853 roku, po awansie na majora, został szefem sztabu 13. Dywizji Piechoty. Dwa lata później przeniesiony do Wielkiego Sztabu Generalnego. W 1861 roku, w stopniu pułkownika (niem. Oberst), objął stanowisko dowódcy Korpusu Kadetów. Dwa lata później przeniesiony do Wielkiego Sztabu Generalnego oraz został nobilitowany przez króla Wilhelma. W trakcie wojny z Austrią kierował działaniami 17. Brygady Piechoty, nad którą przejął dowództwo rok wcześniej po awansie na generała majora (niem. Generalmajor). Podczas bitwy pod Náchodem został ciężko ranny w udo i przez ponad rok przechodził rekonwalescencję. Rana uniemożliwiła mu aktywne uczestniczenie w wojnie prusko-francuskiej, podczas której był gubernatorem Koblencji, a następnie Strasburga. Po zakończeniu konfliktu awansował na stopień generała piechoty (niem. General der Infanterie) i został komendantem Akademii Wojennej w Berlinie. Od 1877 roku do śmierci był gubernatorem berlińskiego Domu Inwalidów z prawem do noszenia munduru 16. Pułku Piechoty. Generał von Ollech opublikował liczne prace historyczne dotyczące wojen napoleońskich oraz był autorem wielu artykułów do "Tygodnika wojskowego". Zaangażował się również w zbiórkach charytatywnych na rzecz budowy Kościoła Dziękczynienia w berlińskiej dzielnicy Wedding, który wybudowany został na pamiątkę nieudanego zamachu na cesarza Wilhelma I w 1878 roku. 

## Publikacje
Do publikacji gen. von Ollecha należą między innymi:
- Historyczny rozwój ćwiczeń taktycznych piechoty pruskiej (niem. Historische Entwickelung der taktischen Übungen der preußischen Infanterie.), Berlin 1848.
- Teatr Wojenny Armii Północnej w 1813 (niem. Der Kriegsschauplatz der Nordarmee im Jahre 1813), Berlin 1858.
- Historii Armii Północnej w 1813 r.: I. Rozejm i bitwa pod Großbeeren (niem. Geschichte der Nordarmee im Jahre 1813. I. Der Waffenstillstand und die Schlacht bei Großbeeren), Berlin 1859.
- Fryderyk Wielki z Kolina do Rossbach i Lutyni (niem. Friedrich der Grosse von Kolin bis Rossbach und Leuthen.), 1858 (kopia cyfrowa).
- Jaka jest różnica i równość między armią Fryderyka Wielkiego a armią naszej Ojczyzny? (niem. Worin besteht der Unterschied und die Gleichheit der Armee Friedrichs des Großen mit der Armee unseres Vaterlandes), „Tygodnik Wojskowy”, Berlin 1870.
- O podstawach moralnych w historycznym rozwoju armii pruskiej (niem. Ueber die sittlichen Grundlagen in der historischen Entwickelung der preußischen Armee), „Tygodnik Wojskowy”, Berlin 1872.
- Lekka piechota armii francuskiej (niem. Die leichte Infanterie der französischen Armee.), 1875.
- Historia kampanii roku 1815 (niem. Geschichte des Feldzugs von 1815.), Berlin 1876 (kopia cyfrowa).
- Historia berlińskiego Domu Inwalidów  (niem.Geschichte des Berliner Invalidenhauses.), Berlin 1885.

## Odznaczenia
Odznaczenia gen. von Ollecha to między innymi:
- Order Orła Czerwonego I klasy z mieczami na pierścieniu
- Wielki Komtur Orderu Hohenzollernów
- Order Pour le Mérite
- Order Orła Czerwonego IV klasy z mieczami
- Krzyż Żelazny II klasy
- Kawaler I klasy Orderu Lwa Zeryngeńskiego (Badenia)
- Wielka Wstęga Orderu Wschodzącego Słońca (Japonia)
- Krzyż Zasługi Wojskowej II klasy (Meklemburgia)
- Order Świętej Anny II klasy (Imperium Rosyjskie)
- Krzyż Wielki Orderu Alberta (Saksonia)
- Komandor II klasy Orderu Ernestyńskiego (Saksonia)
- Krzyż Wielki Orderu Korony Wirtemberskiej (Wirtembergia)